# Festival Internacional de Cine de San Sebastián 2007
La 55.ª edición del Festival Internacional de Cine de San Sebastián se celebró del jueves 20 al sábado 29 de septiembre de 2007 en San Sebastián. 
Con una asistencia de cerca de 200.000 espectadores a las diversas proyecciones de las más de 200 películas contenidas en el programa del festival, un nivel medio alabado por la crítica y la presencia de estrellas como Samuel L. Jackson, Richard Gere, Liv Ullmann, Roberto Benigni, Demi Moore o Viggo Mortensen, la edición de 2007 fue considerada la mejor de las últimas ediciones del certamen.

## Jurados
Jurado de la Sección Oficial
- Paul Auster, director y escritor estadounidense (Presidente)
- Pernilla August, actriz y directora sueca
- Eduardo Noriega, actor español
- Bahman Ghobadi, director y escritor iraní
- Susú Pecoraro, actriz aregentina
- Mia Hansen-Løve, directora y actriz francesa
- Peter Webber, director británico

Premio Horizontes
- Karl Baumgartner, productor alemán (Presidente)
- Ingrid Rubio, actriz española
- Ivan Trujillo, director del Festival Internacional de Cine de Guadalajara

Nuevos Directores
- Mark Peploe, director y guionista británico (Presidente)
- Jannike Åhlund, actriz sueca
- Carmen Castillo, directora y guionista francesa
- Espido Freire, escritora española
- Jean-Claude Lamy, escritor y periodista francesa
- Dennis Lim, escritor estadounidense
- Pablo Malo, director de cine español

Escuelas de Cine
- Alfonso Cuarón, director mexicano

## Películas

### Sección Oficial
Las 16 películas siguientes compitieron para el premio de la Concha de Oro a la mejor película:
| Título en España              | Título original                  | Director(es)      | País           |
| ----------------------------- | -------------------------------- | ----------------- | -------------- |
| La batalla de Hadiza          | Battle for Haditha               | Nick Broomfield   | Reino Unido    |
| Buda explotó por vergüenza    | Buda az shram foru rikht         | Hana Makhmalbaf   | Irán           |
| Daisy diamond                 | Daisy diamond                    | Simon Staho       | Dinamarca      |
| Exodus                        | Cheut ai kup gei                 | Pang Ho-Cheung    | Hong Kong      |
| Promesas del este             | Eastern promises                 | David Cronenberg  | Estados Unidos |
| Aritmética emocional          | Emotional arithmetic             | Paolo Barzman     | Canadá         |
| Encarnación                   | Encarnación                      | Anahí Berneri     | Argentina      |
| Un juego de inteligencia      | Free rainer                      | Hans Weingartner  | Alemania       |
| Sombras en el palacio         | Goong-Nyeo                       | Kim Mee-jeung     | Corea del Sur  |
| Honeydripper                  | Honeydripper                     | John Sayles       | Estados Unidos |
| La Maison                     | La Maison                        | Manuel Poirier    | Francia        |
| Mataharis                     | Mataharis                        | Icíar Bollaín     | España         |
| Matar a todos                 | Matar a todos                    | Esteban Schroeder | Argentina      |
| Padre Nuestro                 | Padre Nuestro                    | Christopher Zalla | Estados Unidos |
| Siete mesas de billar francés | Siete mesas de billar francés    | Gracia Querejeta  | España         |
| Mil años de oración           | A Thousand Years of Good Prayers | Wayne Wang        | Estados Unidos |

#### Fuera de competición
Las películas siguientes fueron seleccionadas para ser exhibidas fuera de competición: 
Largometrajes
| Título en España                       | Título original                | Director(es)                        | País           |
| -------------------------------------- | ------------------------------ | ----------------------------------- | -------------- |
| Tierra, la película de nuestro planeta | Earth                          | Alastair Fothergill y Mark Linfield | Reino Unido    |
| La vida interior de Martin Frost       | The inner life of Martin Frost | Paul Auster                         | Estados Unidos |
| Un plan brillante                      | Flawless                       | Michael Radford                     | Reino Unido    |

### Otras secciones oficiales

#### Horizontes latinos
El Premio Horizontes impulsa el conocimiento de los largometrajes producidos total o parcialmente en América Latina, dirigidos por cineastas de origen latino, o bien que tengan por marco o tema comunidades latinas del resto del mundo.
| Título original               | Director(es)                      | País      |
| ----------------------------- | --------------------------------- | --------- |
| La casa de Alicia             | Chico Teixeira                    | Brasil    |
| A Via Láctea                  | Lina Chamie                       | Brasil    |
| Año uña                       | Jonás Cuarón                      | México    |
| Aurora boreal                 | Sergio Tovar                      | México    |
| Baixio das Bestas             | Cláudio Assis                     | Brasil    |
| El asaltante                  | Pablo Fendrik                     | Argentina |
| El baño del Papa              | César Charlone, Enrique Fernández | Uruguay   |
| El búfalo de la noche         | Jorge Hernández Aldana            | México    |
| El viaje de la Nonna          | Batan Silva                       | México    |
| Fiestapatria                  | Luis Vera                         | Chile     |
| La antena                     | Esteban Sapir                     | Argentina |
| La sangre iluminada           | Iván Ávila Dueñas                 | México    |
| Las niñas                     | Rodrigo Marín                     | Chile     |
| Otávio e as Letras            | Marcelo Masagão                   | Brasil    |
| Párpados azules               | Ernesto Contreras                 | México    |
| Por sus propios ojos          | Liliana Paolinelli                | Argentina |
| Satanás, perfil de un asesino | Andrés Baiz                       | Colombia  |
| Una novia errante             | Ana Katz                          | Argentina |

#### Zabaltegi Perlas
Las 16 películas proyectadas en esta sección son largometrajes inéditos en España, que han sido aclamados por la crítica y/o premiados en otros festivales internacionales. Estas fueron las películas seleccionadas para la secciónː
| Título en España             | Título original               | Director(es)              | País           |
| ---------------------------- | ----------------------------- | ------------------------- | -------------- |
| 4 meses, 3 semanas y 2 días  | 4 luni, 3 saptamini si 2 zile | Cristian Mungiu           | Rumanía        |
| Control                      | Control                       | Anton Corbijin            | Reino Unido    |
| La gran estafa               | The Hoax                      | Lasse Hallström           | Estados Unidos |
| Berlín                       | Berlín                        | Julian Schnabel           | Estados Unidos |
| Caramel                      | Caramel                       | Nadine Labaki             | Líbano         |
| Un funeral de muerte         | Death at a Funeral            | Frank Oz                  | Reino Unido    |
| Fados                        | Fados                         | Carlos Saura              | España         |
| Helpǃ                        | Helpǃ                         | Richard Lester            | Reino Unido    |
| En el valle de Elah          | In the Valley of Elah         | Paul Haggis               | Estados Unidos |
| El amante de Lady Chatterley | Lady Chatterley               | Pascale Ferran            | Francia        |
| La escafandra y la mariposa  | Le scaphandre et le papillon  | Julian Schnabel           | Francia        |
| Meduzot                      | Meduzot                       | Shira Geffen, Etgar Keret | Israel         |
| Ploy                         | Ploy                          | Pen-Ek Ratanaruang        | Tailandia      |
| Talk to Me                   | Talk to Me                    | Kasi Lemmons              | Estados Unidos |
| The Show Must Go On          | The Show Must Go On           | Han Jae-rim               | Corea del Sur  |

#### Zabaltegi-Nuevos Directores
Esta sección agrupa los primeros o segundos largometrajes de sus cineastas, inéditos o que solo han sido estrenados en su país de producción y producidos en el último año. Estas fueron las películas seleccionadas para la sección:
| Título en español                | Título original       | Director(es)                      | País         |
| -------------------------------- | --------------------- | --------------------------------- | ------------ |
| Amateurs                         | Amateurs              | Gabriel Velázquez                 | España       |
| Amorosa soledad                  | Amorosa soledad       | Martín Carranza, Victoria Galardi | Argentina    |
| Letters from Death Row           | Ba bai bang           | Kevin Feng Ke                     | China        |
| Bloedbroeders                    | Bloedbroeders         | Arno Dierickx                     | Países Bajos |
| Chicos normales                  | Chicos normales       | Daniel Hernández                  | España       |
| Cosas insignificantes            | Cosas insignificantes | Andrea Martínez Crowther          | México       |
| Derrière moi                     | Derrière moi          | Rafaël Ouellet                    | Canadá       |
| Entre os dedos                   | Entre os dedos        | Tiago Guedes, Frederico Serra     | Portugal     |
| The Firm Land                    | The Firm Land         | Chapour Haghighat                 | India        |
| La ecuación del amor y la muerte | Li mi de cai xiang    | Cao Baoping                       | China        |
| Passion                          | Passion               | Ryûsuke Hamaguchi                 | Japón        |
| Thomas                           | Thomas                | Miika Soini                       | Suecia       |
| El truco del manco               | El truco del manco    | Santiago A. Zannou                | España       |
| Unspoken                         | Unspoken              | Fien Troch                        | Bélgica      |

#### Zabaltegi-Especiales
Esta sección agrupa un espacio heterogéneo que muestra algunas de las propuestas más interesantes del panorama cinematográfico del año: nuevos trabajos de directores que han estado presentes en el Festival o de invitados y miembros del jurado, así como estrenos de cintas inéditas con un interés especial. Estas fueron las películas seleccionadas para la sección:
| Título en español            | Título original              | Director(es)                    | País           |
| ---------------------------- | ---------------------------- | ------------------------------- | -------------- |
| Brando                       | Brando                       | Leslie Greif, Mimi Freedman     | Estados Unidos |
| Calle Santa Fe               | Calle Santa Fe               | Carmen Castillo                 | Chile          |
| El año de todos los demonios | El año de todos los demonios | Ángel Amigo                     | España         |
| Forestillinger               | Forestillinger               | Per Fly                         | Dinamarca      |
| Lucio                        | Lucio                        | Aitor Arregi, José Mari Goenaga | España         |
| LYNCH (one)                  | LYNCH (one)                  | Jason S.                        | Estados Unidos |
| Madres                       | Madres                       | Eduardo Félix Walger            | Argentina      |
| Querida Bamako               | Querida Bamako               | Omer Oke, Txarly Llorente       | España         |
| La princesa de Nebraska      | The Princess of Nebraska     | Wayne Wang                      | Estados Unidos |
| Young Yakuza                 | Young Yakuza                 | Jean-Pierre Limosin             | Francia        |

### Otras secciones

#### Día del Cine Vasco
Sección dedicada los largometrajes con un mínimo de un 20% de producción vasca que se estrenan mundialmente así como aquellos hablados mayoritariamente en euskera. Todos ellos son candidatos al Premio Irizar al Cine Vasco. Estas fueron las películas seleccionadas para la sección:
| Título en español               | Título en original             | Director(es)                    |
| ------------------------------- | ------------------------------ | ------------------------------- |
| 2 rivales casi iguales          | 2 rivales casi iguales         | Miguel Ángel Calvo Buttini      |
| Akelarre                        | Akelarre                       | Pedro Olea                      |
| Betizu y el misterio de Xangadú | Betizu eta xangaduko misterioa | Egoitz Rodríguez Olea           |
| Caótica Ana                     | Caótica Ana                    | Julio Medem                     |
| Cristobal Molón                 | Cristobal Molón                | Iñigo Berasategui, Aitor Arregi |
| ¡Resiste!                       | Eutsi!                         | Alberto Gorritiberea            |
| Gente de mar                    | Gente de mar                   | Carlos de los Llanos            |
| La influencia                   | La influencia                  | Pedro Aguilera                  |
| La sombra de nadie              | La sombra de nadie             | Pablo Malo                      |
| Tras un largo silencio          | Tras un largo silencio         | Sabin Egilior                   |

#### Made in Spain
Sección dedicada a una serie de largometrajes españoles que se estrenan en el año. Estas fueron las películas seleccionadas para la sección:
| Título original                          | Director(es)                                        |
| ---------------------------------------- | --------------------------------------------------- |
| ¿Y tú quién eres?                        | Antonio Mercero                                     |
| Bajo las estrellas                       | Félix Viscarret                                     |
| Bolboreta, Mariposa, Papallona           | Pablo García Pérez de Lara                          |
| De profundis                             | Miguelanxo Prado                                    |
| Dos miradas                              | Sergio Candel                                       |
| Invisibles                               | Isabel Coixet, Wim Wenders, Fernando León de Aranoa |
| La influencia                            | Pedro Aguilera                                      |
| La línea recta                           | José María de Orbe                                  |
| La soledad                               | Jaime Rosales                                       |
| Ladrones                                 | Tristán y David Ulloa                               |
| Pudor                                    | Pedro Aguilera                                      |
| Teresa: el cuerpo de Cristo              | Ray Loriga                                          |
| Una mujer invisible                      | Gerardo Herrero                                     |
| Uno de los dos no puede estar equivocado | Pablo Llorca                                        |
| Yo                                       | Rafa Cortés                                         |

#### Cine en Construcción
Este espacio, coordinado por el propio Festival juntamente con Cinélatino, Rencontres de Toulouse, se exhiben producciones latinoamericanas en fase de postproducción. Estas fueron las películas seleccionadas para la sección:
| Título en original      | Director(es)           | País      |
| ----------------------- | ---------------------- | --------- |
| A Festa da Menina Morta | Matheus Nachtergaele   | Brasil    |
| Acné                    | Federico Veiroj        | Uruguay   |
| Gasolina                | Julio Hernández Cordón | Guatemala |
| La extranjera           | Fernando Díaz          | Argentina |
| Sol en la neblina       | Werner Schumann        | Brasil    |
| Una semana solos        | Celina Murga           | Argentina |

### Retrospectivas

#### Retrospectiva clásica. Homenaje aHenry King
La retrospectiva de ese año fue dedicado a la obra del cineasta estadounidense Henry King (1886-1982). Se proyectó la práctica totalidad de su filmografía.
| Título en español            | Título en original              | Año  |
| ---------------------------- | ------------------------------- | ---- |
| La campana de la libertad    | A Bell for Adano                | 1945 |
| El boxeador                  | A Sporting Chance               | 1919 |
| Un americano en la R.A.F.    | A Yank in the R.A.F.            | 1941 |
| La banda de Alexander        | Alexander's Ragtime Band        | 1938 |
| Días sin vida                | Beloved Infidel                 | 1959 |
| El capitán de Castilla       | Captain from Castile            | 1947 |
| Carrusel                     | Carrusel                        | 1956 |
| Pasión de amazona            | Chad Hanna                      | 1940 |
| David y Betsabé              | David and Bathsheba             | 1951 |
| Sombras en el mar            | Deep Waters                     | 1948 |
| Escalaré la montaña más alta | I'd Climb the Highest Mountain  | 1951 |
| Chicago                      | In Old Chicago                  | 1938 |
| Tierra de audaces            | Jesse James                     | 1939 |
| El capitán King              | King of the Khyber Rifles       | 1953 |
| El despertar de una ciudad   | Little Old New York             | 1940 |
| Little Mary Sunshine         | Little Mary Sunshine            | 1916 |
| Lloyds de Londres            | Lloyd's of London               | 1936 |
| La colina del adiós          | Love is a Many-Splendored Thing | 1955 |
| Maryland                     | Maryland                        | 1940 |
| O. Henry's Full House        | O. Henry's Full House           | 1952 |
| Honrarás a tu madre          | Over the Hill                   | 1931 |
| Recuerda aquel día           | Remember the Day                | 1941 |
| El príncipe de los zorros    | Prince of Foxes                 | 1949 |
| Ramona                       | Ramona                          | 1924 |
| Romola                       | Romola                          | 1924 |
| El séptimo cielo             | Seventh Heaven                  | 1937 |
| El explorador perdido        | Stanley and Livingstone         | 1939 |
| La feria de la vida          | State Fair                      | 1933 |
| ¡Y supo ser madre!           | Stella Dallas                   | 1925 |
| Suave es la noche            | Tender is the Night             | 1962 |
| El cisne negro               | The Black Swan                  | 1942 |
| El vengador sin piedad       | The Bravados                    | 1958 |
| El pistolero                 | The Gunfighter                  | 1950 |
| Las nieves del Kilimanjaro   | The Snows of Kilimanjaro        | 1952 |
| ¡Fiesta!                     | The Sun Also Rises              | 1957 |
| Flor del desierto            | The Winning of Barbara Worth    | 1926 |
| La mujer disputada           | The Woman Disputed              | 1928 |
| Esta tierra es mía           | This Earth is Mine              | 1959 |
| David el duro                | Tol'able David                  | 1921 |
| Almas en la hoguera          | Twelve O'Clock High             | 1949 |
| Caravana hacia el sur        | Untamed                         | 1955 |
| A través de la tormenta      | Way Down East                   | 1935 |
| Wilson                       | Wilson                          | 1944 |

#### Retrospectiva Contemporánea:Philippe Garrel
La retrospectiva de ese año fue dedicado a la obra del cineasta francesa Philippe Garrel. Se proyectó la práctica totalidad de su filmografía.
| Título en español                                | Título en original                               | Año  |
| ------------------------------------------------ | ------------------------------------------------ | ---- |
| Droit de visite (corto)                          | Droit de visite (corto)                          | 1965 |
| Elle a passé tant d'heures sous les sunlights... | Elle a passé tant d'heures sous les sunlights... | 1985 |
| J'entends plus la guitare                        | J'entends plus la guitare                        | 1991 |
| El hijo secreto                                  | L'Enfant secret                                  | 1979 |
| La cicatriz interior                             | La cicatrice intérieure                          | 1972 |
| La cuna de cristal                               | Le Berceau de cristal                            | 1976 |
| El corazón fantasma                              | Le Lit de la Vierge                              | 1969 |
| El lecho de la virgen                            | David and Bathsheba                              | 1951 |
| Le Révélateur                                    | Le Révélateur                                    | 1968 |
| El viento de la noche                            | Le Vent de la nuit                               | 1999 |
| Los amantes habituales                           | Les Amants réguliers                             | 2005 |
| Les baisers de secours                           | Les baisers de secours                           | 1989 |
| Les enfants désaccordés (corto)                  | Les enfants désaccordés (corto)                  | 1964 |
| Les Hautes Solitudes                             | Les Hautes Solitudes                             | 1974 |
| Liberté, la nuit                                 | Liberté, la nuit                                 | 1984 |
| Marie pour mémoire                               | Marie pour mémoire                               | 1967 |
| Salvaje inocencia                                | Sauvage innocence                                | 2001 |

#### Retrospectiva Temática: Fiebre helada
Esta retrospectiva refleja las tendencias cinematográficas del cine nórdico de la última década.
| Título en España                | Título original            | Director(es)                        | País      | Año  |
| ------------------------------- | -------------------------- | ----------------------------------- | --------- | ---- |
| Fiebre helada                   | Paha maa                   | Aku Louhimies                       | Finlandia | 2005 |
| La herencia                     | Arven                      | Per Fly                             | Dinamarca | 2002 |
| Children                        | Börn                       | Ragnar Bragason                     | Islandia  | 2006 |
| Rompiendo las olas              | Breaking the Waves         | Lars von Trier                      | Dinamarca | 1996 |
| El cartero entra sin llamar     | Budbringeren               | Pål Sletaune                        | Noruega   | 1997 |
| Día y noche                     | Dag och natt               | Simon Staho                         | Suecia    | 2004 |
| El inadaptado                   | Den Brysomme mannen        | Jens Lien                           | Noruega   | 2006 |
| Huevos                          | Eggs                       | Bent Hamer                          | Noruega   | 1995 |
| Te quiero para siempre          | Elsker dig for evigt       | Susanne Bier                        | Dinamarca | 2002 |
| A Hole in My Heart              | Ett Hål i mitt hjärta      | Lukas Moodysson                     | Suecia    | 2004 |
| En soap                         | En soap                    | Pernille Fischer Christensen        | Dinamarca | 2006 |
| Celebración                     | Festen                     | Thomas Vinterberg                   | Dinamarca | 1998 |
| Fucking Amal                    | Fucking Amal               | Lukas Moodysson                     | Suecia    | 1998 |
| Four Shades of Brown            | Fyra nyanser av brunt      | Tomas Alfredson                     | Suecia    | 2004 |
| El mar                          | Hafið                      | Baltasar Kormákur                   | Islandia  | 2002 |
| Las idiotas                     | Idioterne                  | Lars von Trier                      | Dinamarca | 1998 |
| Italiano para principiantes     | Italiensk for begyndere    | Lone Scherfig                       | Dinamarca | 2000 |
| Cold Light                      | Kaldaljós                  | Hilmar Oddsson                      | Islandia  | 2004 |
| Nubes pasajeras                 | Kauas pilvet karkaavat     | Aki Kaurismäki                      | Finlandia | 1996 |
| Zero Kelvin                     | Kjaerlighetens kjotere     | Hans Petter Moland                  | Noruega   | 1995 |
| El arte de pensar negativamente | Kunsten å tenke negativt   | Bård Breien                         | Noruega   | 2006 |
| El arte de llorar en coro       | Kunsten at græde i kor     | Peter Schønau Fog                   | Dinamarca | 2006 |
| A Man's Work                    | Miehen työ                 | Aleksi Salmenperä                   | Finlandia | 2008 |
| Un hombre sin pasado            | Mies vailla menneisyyttä   | Aki Kaurismäki                      | Finlandia | 2002 |
| Cabin Fever                     | Når nettene blir lange     | Mona J. Hoel                        | Noruega   | 2000 |
| Noi, el albino                  | Nói albínói                | Dagur Kári                          | Islandia  | 2003 |
| Offscreen                       | Offscreen                  | Christoffer Boe                     | Dinamarca | 2006 |
| Al final del día                | Om jag vänder mig om       | Björn Runge                         | Suecia    | 2003 |
| Fiebre helada                   | Cold fever                 | Fridrik Thor Fridriksson            | Islandia  | 1995 |
| Pusher: Un paseo por el abismo  | Pusher                     | Nicolas Winding Refn                | Dinamarca | 1996 |
| Historias de cocina             | Salmer fra kjøkkenet       | Bent Hamer                          | Noruega   | 2003 |
| Canciones del segundo piso      | Sånger från andra våningen | Roy Andersson                       | Suecia    | 2000 |
| Saraband                        | Saraband                   | Ingmar Bergman                      | Suecia    | 2003 |
| Hijos                           | Sønner                     | Erik Richter Strand                 | Noruega   | 2006 |
| Cross My Heart and Hope to Die  | Ti kniver i hjertet        | Marius Holst                        | Noruega   | 1994 |
| Uno                             | Uno                        | Aksel Hennie, John Andreas Andersen | Noruega   | 2004 |

## Palmarés

### Premios oficiales[14]
- Concha de Oro: Mil años de oración de Wayne Wang
- Premio Especial del Jurado: Buda explotó por vergüenza de Hana Makhmalbaf
- Concha de plata al Mejor Director: Nick Broomfield por La batalla de Hadiza
- Concha de plata a la Mejor Actriz: Blanca Portillo por Siete mesas de billar francés
- Concha de plata al Mejor Actor: Henry O. por Mil años de oración
- Premio del jurado a la mejor fotografía: Charlie Lam por Exodus
- Premio del jurado al mejor Guion: Gracia Querejeta y Daniel Planell por Siete mesas de billar francés y John Sayles por Honeydripper

### Premios honoríficos
Premio Donostia
- Richard Gere[15]
- Liv Ullmann[16]

Concha de Oro Honorífica a Carlos Saura por toda su trayectoria.

### Otros premios oficiales
- Premio Nuevos Directores: Soul carriage de Conrad Clark
- Premio Horizontes: El baño del Papa, de Enrique Fernández y César Charlone

#### Premio Nest Film Students
- Premio Panavision: Vita de Giacomo de Luca Governatori
- Participación en el SHORT FILM CORNER del Festival de Cannes:  
  - Idioma de Ian Menoyot
  - De las relaciones de Jorge Acebo
  - La invención de Andrés García Franco

#### Premios del público
- Premio TCM del Público: Caramel de Nadine Labaki
- Premio película europea: La escafandra y la mariposa de Julian Schnabel
- Premio de la Juventud: Caramel de Nadine Labaki

#### Premios de la industria
- Premios Cine en Construcción: Gasolina de Julio Hernández Cordón[18]
- Premio TVE:  Acné de Federico Veiroj
- Premio TVE: Sol en la Neblina (Sun in the Mist) de Werner Schumann
- Premio Casa América: Gasolina de Julio Hernández Cordón[18]
- Premio SIGNIS: Gasolina de Julio Hernández Cordón[18]
- Premio CICAE: Gasolina de Julio Hernández Cordón[18]

### Otros premios
- Premio TVE - Otra Mirada: Buda explotó por vergüenza de Hana Makhmalbaf
- Premio del CEC (Círculo de Escritores Cinematográficos): Mil años de oración de Wayne Wang

### Premios paralelos
- Premio FIPRESCI: Encarnación de Anahí Berneri
- Premio CICAE: Brick Lane de Sarah Gavron
- Premio SIGNIS: Mil años de oración de Wayne Wang

Mención especial: La batalla de Hadiza de Nick Broomfield
- Premio de la Asociación de Donantes de Sangre de Guipúzcoa, a la Solidaridad / Elkartasun Saria: Aritmética emocional de Paolo Barzman
- Premio Sebastiane: Caramel de Nadine Labaki